# Caroli-Syndrom
Das Caroli-Syndrom, benannt nach seinem Erstbeschreiber Jacques Caroli (1902–1979), ist eine seltene angeborene Erkrankung der Gallenwege mit zystischen Erweiterungen der Gallengänge in Kombination mit einer angeborenen Fibrose der Leber. Die isolierte Erweiterung der großen Gallenwege ohne Bindegewebsvermehrung ist als Caroli-Krankheit bekannt.

## Symptome
Neben den typischen Symptomen der Caroli-Krankheit mit Steinen und wiederkehrenden Infektionen in den Gallenwegen zeigen die Patienten mit dem Vollbild des Caroli-Syndroms eine Blutstauung in der Pfortader mit einer Vergrößerung der Milz und Krampfadern in der Speiseröhre (Ösophagusvarizen), die sich in blutigem Erbrechen äußern können. Dabei ist das Fortschreiten der Krankheit bei verschiedenen Patienten sehr unterschiedlich und somit zeigen sich die verschiedenen Symptome beim einen früher und bei anderen erst sehr viel später.

## Diagnose
Ähnlich wie bei der Caroli-Krankheit ist für die Diagnose des Caroli-Syndroms der Nachweis einer Verbindung der Zysten in der Leber mit den Gallengängen entscheidend. Dies ist mittels Sonografie, Computertomografie (CT), Magnetresonanztomografie (MRT) einschließlich Magnetresonanz-Cholangiopankreatikografie, ERCP oder szintigrafisch (hepatobiliäre Funktionsszintigrafie mittels radioaktiv markierter Lidocain-Derivate) möglich. Im MRT können sich auch Hinweise auf eine Blutstauung im Pfortaderkreislauf als Hinweis auf eine Leberfibrose ergeben. Diese ist aber letztendlich eine feingewebliche Diagnose und muss nach einer Probeentnahme aus der Leber (Leberbiopsie) unter dem Mikroskop gestellt werden.

## Ursache
Die Erkrankung beruht auf einer Mutation des PKHD1-Gens (polycystic kidney and hepatic disease 1). Die Vererbung ist autosomal-rezessiv, das bedeutet, dass geschlechtsunabhängig zwei mutierte Gene erforderlich sind, um das Caroli-Syndrom auszulösen. Das Genprodukt ist das Protein Fibrozystin. Er wird in den Gangzellen der Nieren-Tubuli, den Leber-Cholangiozyten, welche die intrahepatischen Gallengänge bilden, und in Pankreas-Gangzellen exprimiert. Das Caroli-Syndron tritt häufig gemeinsam mit dem autosomal-rezessiven, polyzystischen Nierensyndrom auf.

## Therapie
Ist von den Veränderungen der Leber nur ein Lappen betroffen, kann die Erkrankung durch eine operative Entfernung dieses Teiles der Leber (Leberresektion) geheilt werden. Bei einem diffusen Befall kann eine endoskopisch ausgeführte Papillotomie oder eine Operation, bei der eine Kurzschlussverbindung zwischen den Gallenwegen und dem Dünndarm hergestellt wird (Choledochojejunostomie, Y-Roux-Hepaticojejunostomie), den Galleabfluss verbessern. Eine heilende Therapie ist hier aber nur durch eine Lebertransplantation möglich. Dabei scheinen die Patienten mit angeborener Leberfibrose eine etwas schlechtere Überlebensrate zu haben als jene mit einer einfachen Caroli-Krankheit, was möglicherweise an der ebenfalls höheren Rate an Infektionen in den Gallenwegen zum Zeitpunkt der Transplantation liegt.